# Eloy (zanger)
Luis Eloy Hernández del Valle (San Juan, 24 januari 1991), beter bekend als Eloy, is een Puerto Ricaans reggaetonartiest. Hij staat getekend onder het label van Zion, genaamd Baby Records.

## Discografie

### Albums
- Sixteen Years Only Mixtape (2007)
- One Dollar Mixtape (2008)

### Singles
- Calentándote
- Pégate A Bailar
- Para El Amor No Hay Edad

## Referentie
1. ↑  Biografie Eloy. Gearchiveerd op 15 juli 2009. Geraadpleegd op 2 juli 2009.

- Virtual International Authority File: 917152636066920050987